# Draguccio
Draguccio (in croato Draguć) è una località di 67 abitanti del comune croato di Cerreto (Cerovlje), nella regione istriana, situata a 7,9 km a sud-est di Pinguente.

## Origine del nome
Il toponimo deriva dalla presenza di un piccolo avvallamento (in croato Draga), lungo il quale scorre il torrente Draguč, e dalla vetta (alta 504 m) che protegge il piccolo borgo dalle sferzate della bora. Denominato come Dravuie, Draguccio viene menzionato per la prima volta nel 1102, nell'atto di donazione di Ulrico II di Weimar al patriarca d'Aquileia. Come attesta l'urbario di Pisino del 1498, sotto il dominio asburgico il borgo era noto come Dragutsch ma, nel 1523, quando venne annesso alla Serenissima, cambiò nome in Draguchi.
Fino al 1919, quando assunse l'attuale denominazione, l'abitato compariva nelle carte topografiche come Draguch, sia sotto il dominio della Serenissima, sia sotto la giurisdizione asburgica.

## Storia
Draguccio è di origine antichissima: fu abitato, in epoca preistorica, dagli Histri che, dopo la venuta dei Celti Subocrini nel V secolo a.C., furono spinti verso il mare. 
In seguito divenne fortificazione romana a guardia dell'antica strada sul cui tracciato corre oggi quella attuale. Su questo tratto, infatti, sono stati ritrovati numerosi reperti di epoca romana come lapidi e frammenti di iscrizioni. Un'iscrizione sepolcrale ricorda una Cassia Seconda e un cippo funebre è dedicato a Gracina Procula: entrambi i reperti finirono in collezioni viennesi che, nel 1920, furono restituite all'Italia e oggi probabilmente sono conservati a Pola.
Nel 1102 Ulrico II de Weimer la cedette ai patriarchi di Aquileia, che ne affidarono l'amministrazione a un conte, incaricato di riscuotere le tasse e di svolgere le funzioni di giudice nelle vertenze civili. Nel XIII secolo il castello di Draguccio passò ai vassalli goriziani ma, nonostante appartenesse da tempo ai conti Lurn della città, fu annesso alla Contea di Pisino intorno al 1350 e nel 1374 divenne, come tutta la Contea, proprietà dei duchi d'Austria.
Nel 1294 il conte Alberto II di Gorizia investì la nobile Maingulda, figlia di Guido da Montona, dei feudi di Valda, Caschierga e Padova in occasione delle nozze con Jakob Hebschozzel. Nel 1421, dopo il crollo del regime dei patriarchi d'Istria, i veneziani di Taddeo d'Este occuparono e saccheggiarono il paese, quindi firmarono il trattato di pace.
Trovandosi ai confini tra la Repubblica di Venezia e la Contea di Pisino, il paese — come i vicini Sovignacco, Lindaro, Chersano e Gimino — tra il XV e il XVI secolo fu minacciato e attaccato di frequente: prima per mano dei Veneziani stessi, guidati da Taddeo d'Este, poi nel 1472, 1482 e nel 1511 con le invasioni turche, il borgo istriano fu ripetutamente saccheggiato e gli abitanti fatti prigionieri vennero deportati e venduti come schiavi. La devastazione delle campagne, dei casali e le razzie furono tali che, nel 1482, la chiesa del paese non riuscì a pagare le decime al vescovato di Trieste, da cui dipendeva ecclesiasticamente. Durante la guerra che i Veneziani combatterono contro Massimiliano d'Austria, nel 1508, i Veneti occuparono Draguccio e ne mantennero il possesso per un anno, ma nel 1511 il comandante veneto Damiano Tarsia riconquistò la località: l'occupazione veneta divenne definitiva dopo la pace di Worms del 1523 e confermata dalla sentenza di Trento del 1535. L'accordo con l'impero d'Austria ne sanciva infatti la definitiva appartenenza alla Repubblica di Venezia e il borgo, ora compreso nel Capitanato di Raspo, fu parzialmente ricostruito e beneficiò di nuove fortificazioni da città-bastione di confine.
Nel gennaio del 1616 (come un secolo prima) dal Carso scese in Istria il Conte Frangipani (Frankopani) con un esercito di uscocchi e contadini e sbaragliò tutti i villaggi di confine, compreso Draguccio. Secondo le antiche pergamene, intorno al 1620 il borgo, nel corso della guerra degli Uscocchi (1612-1618), attraversò un periodo di carestie: gli abitanti, in seguito alle razzie, potevano nutrirsi soltanto di bietole ed erbe cotte. Nelle valli ai piedi del paese, accanto ai vigneti, i sopravvissuti alle tragedie iniziarono a coltivare patate e granturco soltanto a partire dal 1750, mentre in Friuli fruttavano già 50 anni. Nelle gualchiere ricostruite si batteva lana e canapa per ottenerne filati a 2 e 4 capi.
Nel 1928 il comune di Draguccio venne soppresso e aggregato a quello di Pisino.

## Il borgo
Il piccolo borgo, situato a metà strada tra i comuni di Pinguente e Pisino, è abbarbicato su uno sperone roccioso a sviluppo longitudinale, che domina l'ampia vallata del Bottonega. Un viale lastricato, che lambisce un cimitero, conduce all'abitato, circondato da una distesa di campi e vigneti dal suggestivo effetto cromatico. Attraversato un sottopassaggio, che nel Medioevo era stallaggio e fondaco sotto il palazzotto comunale, si giunge alla Chiesa parrocchiale. Questa si affaccia su una piazzetta di pianta quadrangolare, ombreggiata da lodogni secolari, dove spicca una fontana risalente al periodo asburgico (fu costruita nel 1888), sul cui frontespizio campeggia il rilievo di un volto baffuto con gli occhi sbarrati mentre sulla canna in piombo è ritratta la testa di un serpente.

### Luoghi d'interesse
Le tracce lasciate a Draguccio dai dominatori che si succedettero sono ancora oggi evidenti su chiese, fontane e bastioni: lapidi, iscrizioni, stemmi patrizi e leoni di San Marco si osservano un po' ovunque nell'abitato.
- Cappella di San Rocco e San Sebastiano: la piccola cappella comprende un campaniletto a vela monofora, realizzato nel 1529. La loggetta, invece, è stata aggiunta nel 1565 per ospitare coloro che vi si recavano per brevi soste o per far voti contro le pestilenze. Il soffitto è bombato e le pareti sono ricoperte da trentadue riquadri, affrescati da Antonio da Padova, che narrano la vita di Cristo. L'artista dipinse a Draguccio in due riprese, nel 1529 e nel 1537, elaborando uno stile semplice, privo degli influssi delle scuole italiche o germaniche.
- Chiesa parrocchiale di S. Croce: la chiesa, separata dal campanile (alto 28 m), si caratterizza esteriormente per la facciata gotica con vistoso sopralzo realizzato in pietra d'Istria. L'edificio conserva un ostensorio, risalente al XVIII secolo, alla cui base sono raffigurati, in rilievo, volti di angeli e gli strumenti della passione: in prima fila compaiono la Croce, la corona di spine, i chiodi e il Velo della Veronica e nella seconda il martello, la scala, la spugna, la lancia e le tenaglie. Intorno alla teca sono ritratti i flagelli, il coltello e l'orecchio di Malco, tagliato da San Pietro. Sul cupolino, invece, sono rappresentati la borsa, la tunica, il gallo e una mano trafitta. L'altare maggiore, in marmo, realizzato nel 1866, è impreziosito dalle statue in pietra di San Pietro e San Paolo e da una tela del 1849 raffigurante San Fabiano e San Sebastiano, opera del dignanese Venerio Trevisan.
- Chiesetta della Madonna: affacciata sul viale di accesso al borgo, si distingue per le aperture a quattro vetri trapezoidali.
- Chiesetta di S. Eliseo: la chiesetta, circondata da otto cipressi, presenta muri dai corsi alternati di pietra bianca e grigia. L'interno è impreziosito da affreschi della fine del XIII secolo.
- Fortificazioni: risalenti al XIV secolo, sono realizzate in pietra scura. Sul torrione è scolpito lo stemma della famiglia Basadonna, il cui rampollo Francesco fu provveditore veneziano per l'Istria e fece restaurare Draguccio dopo le traversie di guerre e pestilenze, erigendo mura spesse e torri angolari di controllo intorno al borgo.

## Società

### Evoluzione demografica
Secondo il censimento del 1880, il borgo contava 193 abitanti, di cui 3 con lingua d'uso slovena e 190 italiani. Dieci anni dopo la situazione si inverte: su 189 abitanti ben 172 dichiarano come propria lingua d'uso il serbo-croato, 3 lo sloveno e soltanto 14 l'italiano. Nel 1900 la popolazione di Draguccio raggiunge le 222 unità di cui 126 italofoni, 61 sloveni e 35 croati. Nel 1910 il numero di residenti cresce ancora fino a 249 unità e la popolazione di lingua croata risulta preponderante (201 unità), e si contano 47 italiani e uno sloveno.
Nel 1945, in seguito al secondo conflitto mondiale, la popolazione scende a 190 abitanti, di cui 175 croati e appena 15 italiani. I cognomi più comuni dei 43 nuclei familiari residenti nel 1945 erano: Banić, Besić, Blazević (Biassi), Gregorović (Gregori), Grozić (Grossich - Grossi), Grznić (Ghersin), Krivičić (Crivelli), Milió (Milli), Opasić (Opassi), Šestan, Sterpin, Testen, Zanelli, Pacelat.
Dopo la cessione dell'Istria alla Jugoslavia e l'esodo di italiani che ne seguì, la minoranza neoromanza scompare e a Draguccio restano appena 79 residenti di lingua croata, un dato comunque superiore a quello del censimento del 1991 (70 abitanti).
| Anno censimento | Popolazione (ab) | Lingua d'uso serbo-croata (%) | Lingua d'uso italiana (%) | Lingua d'uso slovena (%) |
| --------------- | ---------------- | ----------------------------- | ------------------------- | ------------------------ |
| 1880            | 193              | 0                             | 98,4                      | 1,6                      |
| 1890            | 189              | 7,4                           | 91,0                      | 1,6                      |
| 1900            | 222              | 15,8                          | 56,7                      | 27,5                     |
| 1910            | 249              | 80,7                          | 18,9                      | 0,4                      |
| 1945            | 190              | 92,1                          | 7,9                       | 0                        |
| 1991            | 70               | 100                           | 0                         | 0                        |
| 2001            | 79               | 100                           | 0                         | 0                        |